# Jessika
Jessika, op. 60, és una òpera en tres actes composta per Josef Förster sobre un llibret en txec de Jaroslav Vrchlický, basat en El marxant de Venècia de William Shakespeare. Es va estrenar el 16 d'abril de 1905 al Teatre Nacional de Praga.